# Piano nudo
Piano nudo è il decimo album in studio del cantautore italiano Sergio Cammariere, pubblicato il 14 maggio 2021 dalla Parco Della Musica Records.

## Descrizione
Si tratta del secondo inciso dall'artista a figurare solamente il pianoforte. La produzione dei diciotto brani è stata curata da Cammariere stesso in collaborazione con Giandomenico Ciaramella e Aldo Mercurio.

## Tracce
Musiche di Sergio Cammariere.
1. La rotta degli Alisei – 3:15
2. Chanson du temps retrouvé – 2:34
3. Altalena – 2:40
4. Girotondo per Greta – 3:35
5. Lampedusa – 3:36
6. L'ultima voce prima del silenzio – 3:41
7. Adeus nunca mais – 2:23
8. Ritorno a casa – 2:52
9. La ballerina del carillon – 2:53
10. Bar Bogart – 3:03
11. Lettera a mia madre – 2:15
12. Lo scherzo del gatto – 1:41
13. Le foto di Carlo – 2:53
14. Le luci spente del luna park – 2:29
15. Marcia degli elfi e dei folletti – 2:02
16. Il mare del nord – 3:41
17. Turno di notte – 2:50
18. Il giardino degli oleandri – 2:02